# Magia simpática

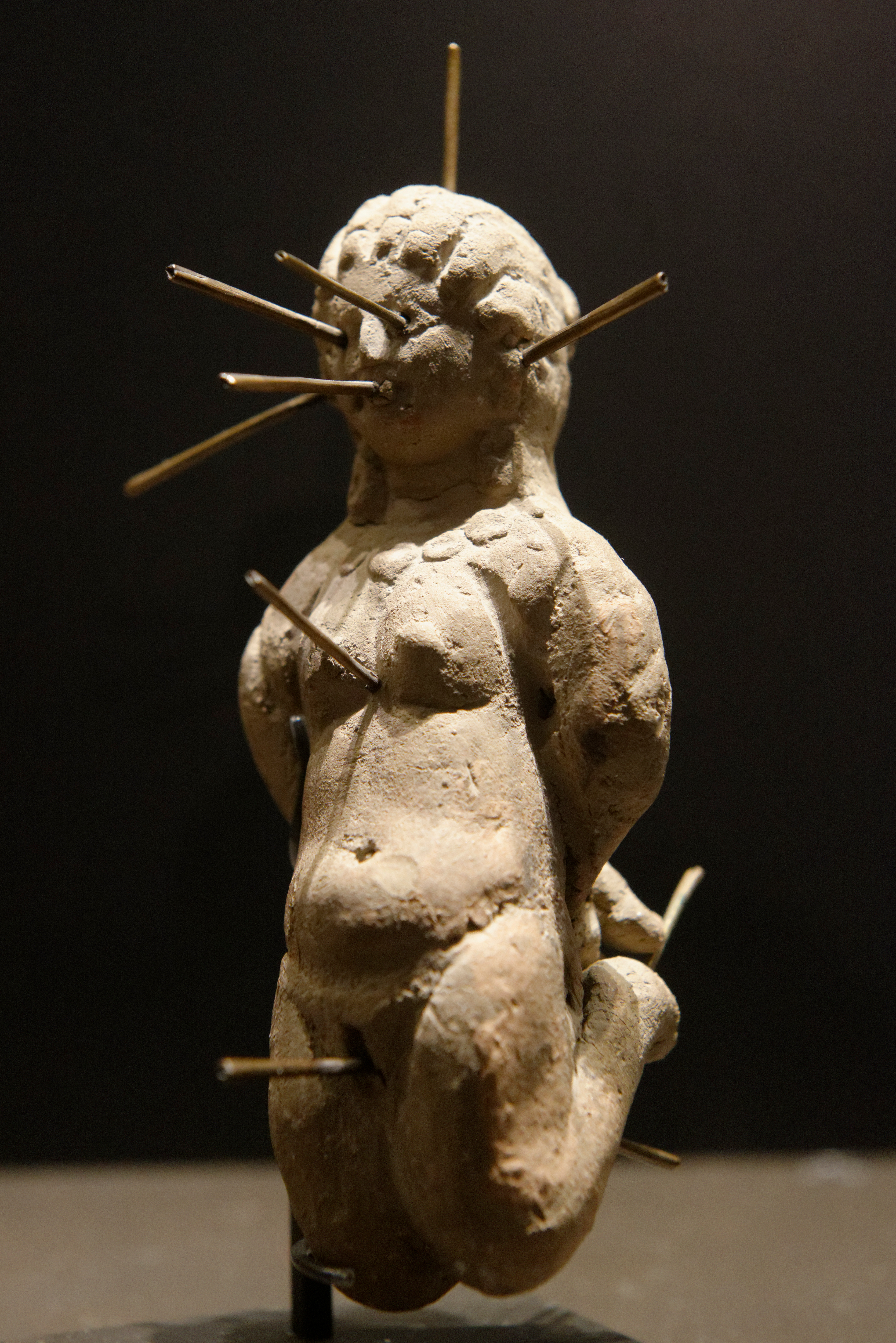
Ejemplo de magia simpática

La magia simpática, simpatética o empática es el conjunto de prácticas basadas en las creencias metafísicas relacionadas con:
1. Lo similar produce lo similar, es decir, los efectos se parecen a sus causas;
2. Aquellas cosas que han estado en contacto siguen ejerciendo influencia mutua una vez separadas.

El primer tipo de creencia refiere a la llamada magia imitativa, mientras el segundo se denomina magia contagiosa. La magia imitativa es la base de prácticas como la quiromancia (adivinación del futuro observando las líneas de la mano) y la inserción de agujas en muñecos con el objeto de dañar a las personas representadas por ellos; mientras que la magia contagiosa es el fundamento de la psicometría (adivinación de datos personales o localización actual de una persona por medio de un objeto que le ha pertenecido).

## Ejemplos
El prehistoriador y etnólogo Henri Breuil (que describió las pinturas rupestres de Lascaux en 1940) propuso que las escenas de arte parietal en las que se representaba un animal eran una forma de magia destinada a facilitar la caza y captura real del animal. Más tarde, el arqueólogo David Lewis-Williams negó esta hipótesis, proponiendo, en cambio, que las pinturas fueron realizadas por chamanes, los cuales se retiraban a las cavernas para experimentar trances rituales. En la actualidad se considera que la hipótesis mágica de Breuil no se corresponde con la realidad.
Entre los mapuches se utilizaban muchas prácticas de magia simpática o magia por analogía, tales como usar colores para rogar a los dioses, donde el color se elige por similitud con lo pedido: banderas azules y amarillas, y doncellas vestidas de estos mismos colores, para pedir inviernos con cielos despejados y sol radiante. El entierro de un corazón de cordero en una vertiente servía para rogar que brotase agua, por similitud con la sangre que brota del corazón.
Entre los qom y los pilagá de la región del Chaco argentino se creía que un recorte de uñas, un cabello, excrementos o sangre de un individuo podían servir para causarle daño al individuo al ser mezclados con los restos de un animal. Al descomponerse el cuerpo del animal, la persona iba siendo afectada también, debilitándose y consumiéndose a menos que lograra recuperar el material propio utilizado para el hechizo.
Los postulados de la magia simpática se encuentran hoy en día presentes en pseudociencias como la homeopatía (basada precisamente en el lema "lo similar cura lo similar") y el uso de las flores de Bach, que sostienen que el simple contacto del agua con otras sustancias le permite "captar sus propiedades curativas".